# Suddivisioni e cronologia delle province romane
| EVOLUZIONE CRONOLOGICA DELLE SUDDIVISIONI AMMINISTRATIVE DELLO STATO ROMANO | |                                                                                            |                                                                                        |                                                                                        |                                                                                        |                                                                                           |                                                                                           |                                                                                           |                         |
| II secolo a.C. - c. fine III secolo d.C. | II secolo a.C. - c. fine III secolo d.C. | II secolo a.C. - c. fine III secolo d.C.                                                   | Fine III secolo d.C. - Fine IV secolo d.C.                                             | Fine III secolo d.C. - Fine IV secolo d.C.                                             | Fine III secolo d.C. - Fine IV secolo d.C.                                             | Fine III secolo d.C. - Fine IV secolo d.C.                                                | Fine III secolo d.C. - Fine IV secolo d.C.                                                | Fine III secolo d.C. - Fine IV secolo d.C.                                                |                         |
| Età repubblicana e imperiale | Età repubblicana e imperiale | Età repubblicana e imperiale                                                               | Riforma di Diocleziano (al 305 d.C.)                                                   | Riforma di Diocleziano (al 305 d.C.)                                                   | Riforma di Diocleziano (al 305 d.C.)                                                   | Alla morte di Teodosio I (395 d.C.)                                                       | Alla morte di Teodosio I (395 d.C.)                                                       | Alla morte di Teodosio I (395 d.C.)                                                       |                         |
| Italia e Province romane | Italia e Province romane | Italia e Province romane                                                                   | Prefetture, Diocesi e Province                                                         | Prefetture, Diocesi e Province                                                         | Prefetture, Diocesi e Province                                                         | Prefetture, Diocesi e Province                                                            | Prefetture, Diocesi e Province                                                            | Prefetture, Diocesi e Province                                                            | Regioni e Stati moderni |
| Italia e Province romane | Italia e Province romane | Italia e Province romane                                                                   |                                                                                        | Diocesi                                                                                | Provincia                                                                              | Provincia                                                                                 | Diocesi                                                                                   |                                                                                           | Regioni e Stati moderni |
| Italia e Province romane | Italia e Province romane | Italia e Province romane                                                                   | Prefettura del pretorio dell'Illirico, Italia e Africa (Illyricum, Italiae et Africae) | Prefettura del pretorio dell'Illirico, Italia e Africa (Illyricum, Italiae et Africae) | Prefettura del pretorio dell'Illirico, Italia e Africa (Illyricum, Italiae et Africae) | Impero romano d'Occidente Prefettura del pretorio di Italia e Africa (Italiae et Africae) | Impero romano d'Occidente Prefettura del pretorio di Italia e Africa (Italiae et Africae) | Impero romano d'Occidente Prefettura del pretorio di Italia e Africa (Italiae et Africae) | Regioni e Stati moderni |
| Illirico (Illyricum) 16 a.C. - 10/14 d.C. (?) Illirico sottomesso nel 168 a.C. e Dalmazia nel 46 a.C. | Illirico inferiore (Illyricum inferius) 10/14 d.C. (?) - età flavia Pannonia (Pannonia) età flavia - 103 | Pannonia superiore (Pannonia superior) 103 - 293                                           |                                                                                        | Pannonia (Pannonia o Pannoniarum, "delle Pannonie")                                    | Pannonia superiore (Pannonia superior)                                                 | Pannonia I (Pannonia Prima)                                                               | Pannonia (Pannonia o Pannoniarum, "delle Pannonie")                                       |                                                                                           | (Austria orientale)     |
| Illirico (Illyricum) 16 a.C. - 10/14 d.C. (?) Illirico sottomesso nel 168 a.C. e Dalmazia nel 46 a.C. | Illirico inferiore (Illyricum inferius) 10/14 d.C. (?) - età flavia Pannonia (Pannonia) età flavia - 103 | Pannonia superiore (Pannonia superior) 103 - 293                                           | Savia (Savia)                                                                          | Pannonia (Pannonia o Pannoniarum, "delle Pannonie")                                    | Savia (Savia)                                                                          | (Croazia)                                                                                 | Pannonia (Pannonia o Pannoniarum, "delle Pannonie")                                       |                                                                                           |                         |
| Illirico (Illyricum) 16 a.C. - 10/14 d.C. (?) Illirico sottomesso nel 168 a.C. e Dalmazia nel 46 a.C. | Illirico inferiore (Illyricum inferius) 10/14 d.C. (?) - età flavia Pannonia (Pannonia) età flavia - 103 | Pannonia inferiore (Pannonia inferior) 103 - 293                                           | Pannonia inferior (Pannonia inferior)                                                  | Pannonia (Pannonia o Pannoniarum, "delle Pannonie")                                    | Pannonia II (Pannonia Secunda)                                                         | (Voivodina)                                                                               | Pannonia (Pannonia o Pannoniarum, "delle Pannonie")                                       |                                                                                           |                         |
| Illirico (Illyricum) 16 a.C. - 10/14 d.C. (?) Illirico sottomesso nel 168 a.C. e Dalmazia nel 46 a.C. | Illirico inferiore (Illyricum inferius) 10/14 d.C. (?) - età flavia Pannonia (Pannonia) età flavia - 103 | Pannonia inferiore (Pannonia inferior) 103 - 293                                           | Valeria Ripense (Valeria Ripensis)                                                     | Pannonia (Pannonia o Pannoniarum, "delle Pannonie")                                    | Valeria Ripense (Valeria Ripensis)                                                     | (Ungheria occidentale)                                                                    | Pannonia (Pannonia o Pannoniarum, "delle Pannonie")                                       |                                                                                           |                         |
| Illirico (Illyricum) 16 a.C. - 10/14 d.C. (?) Illirico sottomesso nel 168 a.C. e Dalmazia nel 46 a.C. | Illirico superiore (Illyricum superius) 10/14 d.C. (?) - età flavia | Dalmazia (Dalmatia) 14/20 - 293                                                            | Dalmazia (Dalmatia)                                                                    | Pannonia (Pannonia o Pannoniarum, "delle Pannonie")                                    | Dalmazia (Dalmatia)                                                                    | (Dalmazia Bosnia)                                                                         | Pannonia (Pannonia o Pannoniarum, "delle Pannonie")                                       |                                                                                           |                         |
| Norico (Noricum) dal 41/54 (imperatore Claudio) sottomesso nel 16 a.C. | Norico (Noricum) dal 41/54 (imperatore Claudio) sottomesso nel 16 a.C. | Norico (Noricum)                                                                           | Norico Ripense (Noricum Ripense)                                                       | Pannonia (Pannonia o Pannoniarum, "delle Pannonie")                                    | Norico Ripense (Noricum Ripense)                                                       | (Baviera meridionale)                                                                     | Pannonia (Pannonia o Pannoniarum, "delle Pannonie")                                       |                                                                                           |                         |
| Norico (Noricum) dal 41/54 (imperatore Claudio) sottomesso nel 16 a.C. | Norico (Noricum) dal 41/54 (imperatore Claudio) sottomesso nel 16 a.C. | Norico (Noricum)                                                                           | Norico Mediterraneo (Noricum Mediterraneum)                                            | Pannonia (Pannonia o Pannoniarum, "delle Pannonie")                                    | Norico Mediterraneo (Noricum Mediterraneum)                                            | (Austria occidentale)                                                                     | Pannonia (Pannonia o Pannoniarum, "delle Pannonie")                                       |                                                                                           |                         |
| Rezia (Raetia) dal 17 (Raetia, Vindelicia et Vallis Poenina sottomessa nel 15 a.C. nel 47 d.C. (?) se ne distacca la Alpi Pennine (Alpes Poenninae)                                                                                              | Rezia (Raetia) dal 17 (Raetia, Vindelicia et Vallis Poenina sottomessa nel 15 a.C. nel 47 d.C. (?) se ne distacca la Alpi Pennine (Alpes Poenninae)                                                                                              | Rezia (Raetia)                                                                             | Italia (Italia)                                                                        | Rezia (Raetia)                                                                         | Rezia I (Raetia Prima)                                                                 | Italia Annonaria (Italiae Annonariae, "dell'Italia Annonaria")                            | (Svizzera orientale)                                                                      |                                                                                           |                         |
| Rezia (Raetia) dal 17 (Raetia, Vindelicia et Vallis Poenina sottomessa nel 15 a.C. nel 47 d.C. (?) se ne distacca la Alpi Pennine (Alpes Poenninae)                                                                                              | Rezia (Raetia) dal 17 (Raetia, Vindelicia et Vallis Poenina sottomessa nel 15 a.C. nel 47 d.C. (?) se ne distacca la Alpi Pennine (Alpes Poenninae)                                                                                              | Rezia (Raetia)                                                                             | Italia (Italia)                                                                        | Rezia (Raetia)                                                                         | Rezia II (Retia Secunda)                                                               | Italia Annonaria (Italiae Annonariae, "dell'Italia Annonaria")                            | (parte della Baviera)                                                                     |                                                                                           |                         |
| Gallia Cisalpina (Gallia Cisalpina) 90 (?) - 42 a.C. sottomessa in varie fasi entro il 177 a.C. | Italia (Italia) regioni (dal 7 d.C.) | Venezia ed Istria (Venetia et Histria - regio X)                                           | Italia (Italia)                                                                        | Venezia ed Istria (Venetia et Histria)                                                 | Venezia ed Istria (Venetia et Histria)                                                 | Italia Annonaria (Italiae Annonariae, "dell'Italia Annonaria")                            | (Veneto, Friuli e Istria)                                                                 |                                                                                           |                         |
| Gallia Cisalpina (Gallia Cisalpina) 90 (?) - 42 a.C. sottomessa in varie fasi entro il 177 a.C. | Italia (Italia) regioni (dal 7 d.C.) | Alpi Cozie (Alpes Cottiae)                                                                 | Italia (Italia)                                                                        | Alpi Cozie (Alpes Cottiae)                                                             | Alpi Cozie (Alpes Cottiae)                                                             | Italia Annonaria (Italiae Annonariae, "dell'Italia Annonaria")                            | (Alpi Cozie)                                                                              |                                                                                           |                         |
| Gallia Cisalpina (Gallia Cisalpina) 90 (?) - 42 a.C. sottomessa in varie fasi entro il 177 a.C. | Italia (Italia) regioni (dal 7 d.C.) | Transpadana (Transpadana - regio XI)                                                       | Italia (Italia)                                                                        | Emilia e Liguria (Aemilia et Liguria)                                                  |                                                                                        | Italia Annonaria (Italiae Annonariae, "dell'Italia Annonaria")                            |                                                                                           |                                                                                           |                         |
| Gallia Cisalpina (Gallia Cisalpina) 90 (?) - 42 a.C. sottomessa in varie fasi entro il 177 a.C. | Italia (Italia) regioni (dal 7 d.C.) | Emilia (Aemilia - regio VIII)                                                              | Italia (Italia)                                                                        | Emilia e Liguria (Aemilia et Liguria)                                                  | Emilia (Aemilia)                                                                       | Italia Annonaria (Italiae Annonariae, "dell'Italia Annonaria")                            | (Lombardia ed Emilia occidentale)                                                         |                                                                                           |                         |
| Gallia Cisalpina (Gallia Cisalpina) 90 (?) - 42 a.C. sottomessa in varie fasi entro il 177 a.C. | Italia (Italia) regioni (dal 7 d.C.) | Liguria - regio IX)                                                                        | Italia (Italia)                                                                        | Emilia e Liguria (Aemilia et Liguria)                                                  | Liguria (Liguria)                                                                      | Italia Annonaria (Italiae Annonariae, "dell'Italia Annonaria")                            | (Piemonte e Liguria)                                                                      |                                                                                           |                         |
| | Italia (Italia) regioni (dal 7 d.C.) | Piceno (Picenum - regio V)                                                                 | Italia (Italia)                                                                        | Flaminia e Piceno (Flaminia et Picenum)                                                | Flaminia e Piceno Annonario (Flaminia et Picenum Annonarium)                           | Italia Annonaria (Italiae Annonariae, "dell'Italia Annonaria")                            | (Romagna ed ex Ager Gallicus)                                                             |                                                                                           |                         |
| Piceno Suburbicario (Picenum Suburbicarium) | Italia (Italia) regioni (dal 7 d.C.) | Piceno (Picenum - regio V)                                                                 | Italia (Italia)                                                                        | Flaminia e Piceno (Flaminia et Picenum)                                                | Italia Suburbicaria (Italiae Suburbicariae, "dell'Italia Suburbicaria")                | (parte delle Marche dall'Esino al Saline)                                                 |                                                                                           |                                                                                           |                         |
| Umbria (Umbria - regio VI) | Italia (Italia) regioni (dal 7 d.C.) | Tuscia e Umbria (Tuscia et Umbria)                                                         | Italia (Italia)                                                                        | Tuscia e Umbria (Tuscia et Umbria)                                                     | Italia Suburbicaria (Italiae Suburbicariae, "dell'Italia Suburbicaria")                | (Umbria)                                                                                  |                                                                                           |                                                                                           |                         |
| Etruria (Etruria - regio VII) | Italia (Italia) regioni (dal 7 d.C.) | Tuscia e Umbria (Tuscia et Umbria)                                                         | Italia (Italia)                                                                        | Tuscia e Umbria (Tuscia et Umbria)                                                     | Italia Suburbicaria (Italiae Suburbicariae, "dell'Italia Suburbicaria")                | (Toscana)                                                                                 |                                                                                           |                                                                                           |                         |
| Lazio e Campania (Latium et Campania - regio I) | Italia (Italia) regioni (dal 7 d.C.) | Valeria (Valeria)                                                                          | Italia (Italia)                                                                        | Valeria (Valeria)                                                                      | Italia Suburbicaria (Italiae Suburbicariae, "dell'Italia Suburbicaria")                | (Lazio settentrionale)                                                                    |                                                                                           |                                                                                           |                         |
| Lazio e Campania (Latium et Campania - regio I) | Italia (Italia) regioni (dal 7 d.C.) | Campania e Sannio (Campania et Samnium)                                                    | Italia (Italia)                                                                        | Campania (Campania)                                                                    | Italia Suburbicaria (Italiae Suburbicariae, "dell'Italia Suburbicaria")                | (Campania)                                                                                |                                                                                           |                                                                                           |                         |
| Sannio (Samnium - regio IV) | Italia (Italia) regioni (dal 7 d.C.) | Campania e Sannio (Campania et Samnium)                                                    | Italia (Italia)                                                                        | Sannio (Samnium)                                                                       | Italia Suburbicaria (Italiae Suburbicariae, "dell'Italia Suburbicaria")                | (Abruzzo Molise)                                                                          |                                                                                           |                                                                                           |                         |
| Puglia e Calabria (Apulia et Calabria - regio II) | Italia (Italia) regioni (dal 7 d.C.) | Puglia e Calabria (Apulia et Calabria)                                                     | Italia (Italia)                                                                        | Puglia e Calabria (Apulia et Calabria)                                                 | Italia Suburbicaria (Italiae Suburbicariae, "dell'Italia Suburbicaria")                | (Puglia)                                                                                  |                                                                                           |                                                                                           |                         |
| Lucania e Bruzio (Lucania et Bruttii - regio III) | Italia (Italia) regioni (dal 7 d.C.) | Lucania e Bruzio (Lucania et Bruttii)                                                      | Italia (Italia)                                                                        | Lucania e Bruzio (Lucania et Bruttii)                                                  | Italia Suburbicaria (Italiae Suburbicariae, "dell'Italia Suburbicaria")                | (Calabria e Basilicata)                                                                   |                                                                                           |                                                                                           |                         |
| Sardegna e Corsica (Sardinia et Corsica) dal 227 a.C. Sardegna sottomessa nel 238 a.C. e Corsica nel 237 a.C. | Sardegna e Corsica (Sardinia et Corsica) dal 227 a.C. Sardegna sottomessa nel 238 a.C. e Corsica nel 237 a.C. | Sardegna e Corsica (Sardinia et Corsica)                                                   | Italia (Italia)                                                                        | Sardegna (Sardinia)                                                                    | Italia Suburbicaria (Italiae Suburbicariae, "dell'Italia Suburbicaria")                | Sardegna (Sardinia)                                                                       | (Sardegna)                                                                                |                                                                                           |                         |
| Sardegna e Corsica (Sardinia et Corsica) dal 227 a.C. Sardegna sottomessa nel 238 a.C. e Corsica nel 237 a.C. | Sardegna e Corsica (Sardinia et Corsica) dal 227 a.C. Sardegna sottomessa nel 238 a.C. e Corsica nel 237 a.C. | Sardegna e Corsica (Sardinia et Corsica)                                                   | Italia (Italia)                                                                        | Corsica (Corsica)                                                                      | Italia Suburbicaria (Italiae Suburbicariae, "dell'Italia Suburbicaria")                | Corsica (Corsica)                                                                         | (Corsica)                                                                                 |                                                                                           |                         |
| Sicilia (Sicilia) dal 237 a.C. acquisita nel 241 a.C. | Sicilia (Sicilia) dal 237 a.C. acquisita nel 241 a.C. | Sicilia (Sicilia)                                                                          | Italia (Italia)                                                                        | Sicilia (Sicilia)                                                                      | Italia Suburbicaria (Italiae Suburbicariae, "dell'Italia Suburbicaria")                | Sicilia (Sicilia)                                                                         | (Sicilia)                                                                                 |                                                                                           |                         |
| Africa (Africa) 146 - 45 a.C. Africa Vetus e Africa Nova 45-27 a.C. | Africa Proconsolare (Africa Proconsularis) 27 a.C. - 193 d.C. | Africa Proconsolare (Africa Proconsularis)                                                 | Africa (Africae, "dell'Africa")                                                        | Proconsolare Zeugitana (Proconsularis Zeugitana)                                       | Africa Proconsolare (Africa Proconsularis)                                             | Africa (Africae, "dell'Africa")                                                           | (Tunisia settentrionale)                                                                  |                                                                                           |                         |
| Africa (Africa) 146 - 45 a.C. Africa Vetus e Africa Nova 45-27 a.C. | Africa Proconsolare (Africa Proconsularis) 27 a.C. - 193 d.C. | Africa Proconsolare (Africa Proconsularis)                                                 | Africa (Africae, "dell'Africa")                                                        | Valeria Bizacena (Valeria Byzacena)                                                    | Bizacena (Byzacena)                                                                    | Africa (Africae, "dell'Africa")                                                           | (Tunisia meridionale)                                                                     |                                                                                           |                         |
| Africa (Africa) 146 - 45 a.C. Africa Vetus e Africa Nova 45-27 a.C. | Africa Proconsolare (Africa Proconsularis) 27 a.C. - 193 d.C. | Africa Proconsolare (Africa Proconsularis)                                                 | Africa (Africae, "dell'Africa")                                                        | Valeria Bizacena (Valeria Byzacena)                                                    | Tripolitana (Tripolitana)                                                              | Africa (Africae, "dell'Africa")                                                           | (Costa occidentale della Libia)                                                           |                                                                                           |                         |
| | Africa Proconsolare (Africa Proconsularis) 27 a.C. - 193 d.C. | Numidia (Numidia)                                                                          | Africa (Africae, "dell'Africa")                                                        | Numidia Cirtense (Numidia Cirtensis)                                                   | Numidia (Numidia)                                                                      | Africa (Africae, "dell'Africa")                                                           | (Algeria nord-orientale)                                                                  |                                                                                           |                         |
| Numidia Miliziana (Numidia Militiana) | Africa Proconsolare (Africa Proconsularis) 27 a.C. - 193 d.C. | Numidia (Numidia)                                                                          | Africa (Africae, "dell'Africa")                                                        |                                                                                        | Numidia (Numidia)                                                                      | Africa (Africae, "dell'Africa")                                                           | (Algeria nord-orientale)                                                                  |                                                                                           |                         |
| Mauretania Cesariense (Mauretania Caesariensis) dal 41 d.C. | Mauretania Cesariense (Mauretania Caesariensis) | Mauretania Cesariense (Mauretania Caesariensis)                                            | Africa (Africae, "dell'Africa")                                                        | Mauretania Cesariense (Mauretania Caesariensis)                                        | (Algeria nord-occidentale, regione di Cherchell)                                       | Africa (Africae, "dell'Africa")                                                           |                                                                                           |                                                                                           |                         |
| Mauretania Cesariense (Mauretania Caesariensis) dal 41 d.C. | Mauretania Cesariense (Mauretania Caesariensis) | Mauretania Sitifense (Mauretania Sitifensis)                                               | Africa (Africae, "dell'Africa")                                                        | Mauretania Sitifense (Mauretania Sitifensis)                                           | (Algeria nord-occidentale, regione di Sétif)                                           | Africa (Africae, "dell'Africa")                                                           |                                                                                           |                                                                                           |                         |
| | | Prefettura del pretorio delle Gallie (Galliarum)                                           | Prefettura del pretorio delle Gallie (Galliarum)                                       | Prefettura del pretorio delle Gallie (Galliarum)                                       | Impero romano d'Occidente Prefettura del pretorio delle Gallie (Galliarum)             | Impero romano d'Occidente Prefettura del pretorio delle Gallie (Galliarum)                | Impero romano d'Occidente Prefettura del pretorio delle Gallie (Galliarum)                |                                                                                           |                         |
| Mauretania Tingitana (Mauretania Tingitana) dal 41 | Mauretania Tingitana (Mauretania Tingitana) |                                                                                            | Spagna (Hispaniae, "della Spagna")                                                     | Mauretania Tingitana (Mauretania Tingitana)                                            | Mauretania Tingitana (Mauretania Tingitana)                                            | Spagna (Hispaniae, "della Spagna")                                                        |                                                                                           | (Marocco settentrionale)                                                                  |                         |
| Spagna ulteriore Hispania ulterior 197-27 a.C. | Spagna ulteriore Hispania ulterior 197-27 a.C. | Betica (Hispania Baetica)                                                                  | Spagna (Hispaniae, "della Spagna")                                                     | Betica (Baetica)                                                                       | Betica (Baetica)                                                                       | Spagna (Hispaniae, "della Spagna")                                                        | (Andalusia)                                                                               |                                                                                           |                         |
| Spagna ulteriore Hispania ulterior 197-27 a.C. | Spagna ulteriore Hispania ulterior 197-27 a.C. | Lusitania (Hispania Lusitania)                                                             | Spagna (Hispaniae, "della Spagna")                                                     | Lusitania (Lusitania)                                                                  | Lusitania (Lusitania)                                                                  | Spagna (Hispaniae, "della Spagna")                                                        | (Portogallo)                                                                              |                                                                                           |                         |
| Spagna citeriore Hispania citerior 197-27 a.C. | Spagna citeriore Hispania citerior 197-27 a.C. | Tarraconense (Hispania Tarraconensis)                                                      | Spagna (Hispaniae, "della Spagna")                                                     | Tarraconense (Tarraconensis)                                                           | Tarraconense (Tarraconensis)                                                           | Spagna (Hispaniae, "della Spagna")                                                        | (Spagna nord-orientale)                                                                   |                                                                                           |                         |
| Spagna citeriore Hispania citerior 197-27 a.C. | Spagna citeriore Hispania citerior 197-27 a.C. | Tarraconense (Hispania Tarraconensis)                                                      | Spagna (Hispaniae, "della Spagna")                                                     | Cartaginense (Carthaginiensis)                                                         | Cartaginense (Carthaginiensis)                                                         | Spagna (Hispaniae, "della Spagna")                                                        | (Spagna sud-orientale)                                                                    |                                                                                           |                         |
| Spagna citeriore Hispania citerior 197-27 a.C. | Spagna citeriore Hispania citerior 197-27 a.C. | Tarraconense (Hispania Tarraconensis)                                                      | Spagna (Hispaniae, "della Spagna")                                                     | Galizia (Gallaecia)                                                                    | Galizia (Gallaecia)                                                                    | Spagna (Hispaniae, "della Spagna")                                                        | (Galizia)                                                                                 |                                                                                           |                         |
| Spagna citeriore Hispania citerior 197-27 a.C. | Spagna citeriore Hispania citerior 197-27 a.C. | Tarraconense (Hispania Tarraconensis)                                                      | Spagna (Hispaniae, "della Spagna")                                                     | Isole Baleari (Insulae Baleares)                                                       | Isole Baleari (Insulae Baleares)                                                       | Spagna (Hispaniae, "della Spagna")                                                        | (Baleari)                                                                                 |                                                                                           |                         |
| Germania superiore (Germania superior) occupata militarmente dal 16 d.C. e amministrativamente dipendente dalla Gallia Belgica, stabilita formalmente come provincia autonoma forse nell'83, in occasione dell'acquisizione degli Agri Decumates | Germania superiore (Germania superior) occupata militarmente dal 16 d.C. e amministrativamente dipendente dalla Gallia Belgica, stabilita formalmente come provincia autonoma forse nell'83, in occasione dell'acquisizione degli Agri Decumates | Germania superiore (Germania superior)                                                     | Gallia (Galliae, "della Gallia")                                                       | Germania I (Germania Prima)                                                            | Germania I (Germania Prima)                                                            | Gallia (Galliae, "della Gallia")                                                          | (Dipartimento francese dell'Alsazia e land tedesco della Renania-Palatinato)              |                                                                                           |                         |
| Germania inferiore (Germania inferior) come la Germania superiore | Germania inferiore (Germania inferior) come la Germania superiore | Germania inferiore (Germania inferior)                                                     | Gallia (Galliae, "della Gallia")                                                       | Germania II (Germania Secunda)                                                         | Germania II (Germania Secunda)                                                         | Gallia (Galliae, "della Gallia")                                                          | (Regione del fiume Mosa)                                                                  |                                                                                           |                         |
| Valle Pennina (Vallis Poenina) dal 47 d.C. (?) sottomessa nel 15 a.C. (?), fino al 47 d.C. (?) fa parte della Rezia | Valle Pennina (Vallis Poenina) dal 47 d.C. (?) sottomessa nel 15 a.C. (?), fino al 47 d.C. (?) fa parte della Rezia | Valle Pennina (Vallis Poenina)                                                             | Gallia (Galliae, "della Gallia")                                                       | Alpi Graie e Pennine (Alpes Graiae et Poeninae)                                        | Alpi Graie e Pennine (Alpes Graiae et Poeninae)                                        | Gallia (Galliae, "della Gallia")                                                          | (cantone svizzero del Vallese e Dipartimento francese della Savoia)                       |                                                                                           |                         |
| Alpi Graie (Alpes Graiae) dal 47 d.C. (?) sottomessa nel 15 a.C. (?), fino al 47 d.C. (?) fa parte della Rezia | Alpi Graie (Alpes Graiae) dal 47 d.C. (?) sottomessa nel 15 a.C. (?), fino al 47 d.C. (?) fa parte della Rezia | Alpi Graie (Alpes Graiae) (anche Alpes Atrectionae dalla fine del II secolo)               | Gallia (Galliae, "della Gallia")                                                       | Alpi Graie e Pennine (Alpes Graiae et Poeninae)                                        | Alpi Graie e Pennine (Alpes Graiae et Poeninae)                                        | Gallia (Galliae, "della Gallia")                                                          | (cantone svizzero del Vallese e Dipartimento francese della Savoia)                       |                                                                                           |                         |
| Gallie (Galliae) anche Gallia comata o Tres Galliae) 50 - 27/13 a.C. | Gallia Lugdunense (Gallia Lugdunensis o Gallia celtica) | Gallia Lugdunense (Gallia Lugdunensis o Gallia celtica)                                    | Gallia (Galliae, "della Gallia")                                                       | Lugdunense I (Lugdunensis Prima)                                                       | Lugdunense I (Lugdunensis Prima)                                                       | Gallia (Galliae, "della Gallia")                                                          | (Borgogna)                                                                                |                                                                                           |                         |
| Gallie (Galliae) anche Gallia comata o Tres Galliae) 50 - 27/13 a.C. | Gallia Lugdunense (Gallia Lugdunensis o Gallia celtica) | Gallia Lugdunense (Gallia Lugdunensis o Gallia celtica)                                    | Gallia (Galliae, "della Gallia")                                                       | Lugdunese II (Lugdunensis Secunda)                                                     | Lugdunense II (Lugdunensis Secunda)                                                    | Gallia (Galliae, "della Gallia")                                                          | (Normandia)                                                                               |                                                                                           |                         |
| Gallie (Galliae) anche Gallia comata o Tres Galliae) 50 - 27/13 a.C. | Gallia Lugdunense (Gallia Lugdunensis o Gallia celtica) | Gallia Lugdunense (Gallia Lugdunensis o Gallia celtica)                                    | Gallia (Galliae, "della Gallia")                                                       | Lugdunese II (Lugdunensis Secunda)                                                     | Lugdunense III (Lugdunensis Tertia)                                                    | Gallia (Galliae, "della Gallia")                                                          | (Bretagna)                                                                                |                                                                                           |                         |
| Gallie (Galliae) anche Gallia comata o Tres Galliae) 50 - 27/13 a.C. | Gallia Lugdunense (Gallia Lugdunensis o Gallia celtica) | Gallia Lugdunense (Gallia Lugdunensis o Gallia celtica)                                    | Gallia (Galliae, "della Gallia")                                                       | Lugdunese II (Lugdunensis Secunda)                                                     | Senonia (Senonia), o Lugdunense IV (Lugdunensis Quarta)                                | Gallia (Galliae, "della Gallia")                                                          | (Parigi e Orléans)                                                                        |                                                                                           |                         |
| Gallie (Galliae) anche Gallia comata o Tres Galliae) 50 - 27/13 a.C. | Gallia Lugdunense (Gallia Lugdunensis o Gallia celtica) | Gallia Lugdunense (Gallia Lugdunensis o Gallia celtica)                                    | Gallia (Galliae, "della Gallia")                                                       | Sequana (Sequana)                                                                      | Maxima Sequanorum                                                                      | Gallia (Galliae, "della Gallia")                                                          | (Svizzera occidentale e centrale; massiccio del Giura)                                    |                                                                                           |                         |
| Gallie (Galliae) anche Gallia comata o Tres Galliae) 50 - 27/13 a.C. | Gallia Belgica (Gallia Belgica) | Gallia Belgica (Gallia Belgica)                                                            | Gallia (Galliae, "della Gallia")                                                       | Belgica I (Belgica Prima)                                                              | Belgica I (Belgica Prima)                                                              | Gallia (Galliae, "della Gallia")                                                          | (Regione del fiume Mosella)                                                               |                                                                                           |                         |
| Gallie (Galliae) anche Gallia comata o Tres Galliae) 50 - 27/13 a.C. | Gallia Belgica (Gallia Belgica) | Gallia Belgica (Gallia Belgica)                                                            | Gallia (Galliae, "della Gallia")                                                       | Belgica II (Belgica Secunda)                                                           | Belgica II (Belgica Secunda)                                                           | Gallia (Galliae, "della Gallia")                                                          | (Belgio e Francia settentrionale fino al fiume Marna)                                     |                                                                                           |                         |
| Gallie (Galliae) anche Gallia comata o Tres Galliae) 50 - 27/13 a.C. | Aquitania (Aquitania) | Aquitania (Aquitania)                                                                      | Viennense (Viennensis)                                                                 | Novempopulana                                                                          | Novempopulana                                                                          | Septem Provinciae                                                                         | (Guascogna)                                                                               |                                                                                           |                         |
| Gallie (Galliae) anche Gallia comata o Tres Galliae) 50 - 27/13 a.C. | Aquitania (Aquitania) | Aquitania (Aquitania)                                                                      | Viennense (Viennensis)                                                                 | Aquitania (Aquitania)                                                                  | Aquitania I (Aquitania Prima)                                                          | Septem Provinciae                                                                         | (Alvernia)                                                                                |                                                                                           |                         |
| Gallie (Galliae) anche Gallia comata o Tres Galliae) 50 - 27/13 a.C. | Aquitania (Aquitania) | Aquitania (Aquitania)                                                                      | Viennense (Viennensis)                                                                 | Aquitania (Aquitania)                                                                  | Aquitania II (Aquitania Secunda)                                                       | Septem Provinciae                                                                         | (Poitou-Charentes)                                                                        |                                                                                           |                         |
| Gallia Transalpina (Gallia Transalpina) 121-118 a.C. | Narbonense (Narbonensis) dal 118 a.C. | Narbonense (Narbonensis)                                                                   | Viennense (Viennensis)                                                                 | Narbonense (Narbonensis)                                                               | Narbonense I (Narbonensis Prima)                                                       | Septem Provinciae                                                                         | (Linguadoca)                                                                              |                                                                                           |                         |
| Gallia Transalpina (Gallia Transalpina) 121-118 a.C. | Narbonense (Narbonensis) dal 118 a.C. | Narbonense (Narbonensis)                                                                   | Viennense (Viennensis)                                                                 | Viennense (Viennensis)                                                                 | Viennense (Viennensis)                                                                 | Septem Provinciae                                                                         | (Regione del fiume Rodano)                                                                |                                                                                           |                         |
| Gallia Transalpina (Gallia Transalpina) 121-118 a.C. | Narbonense (Narbonensis) dal 118 a.C. | Narbonense (Narbonensis)                                                                   | Viennense (Viennensis)                                                                 | Viennense (Viennensis)                                                                 | Narbonense II (Narbonensis Secunda)                                                    | Septem Provinciae                                                                         | (Dipartimenti francesi del Varo, della Vaucluse e del Drôme)                              |                                                                                           |                         |
| Alpi Marittime (Alpes Maritimae) dal 14/8 a.C. | Alpi Marittime (Alpes Maritimae) dal 14/8 a.C. | Alpi Marittime (Alpes Maritimae)                                                           | Viennense (Viennensis)                                                                 | Alpi Marittime (Alpes Maritimae)                                                       | Alpi Marittime (Alpes Maritimae)                                                       | Septem Provinciae                                                                         | (Alpi Marittime)                                                                          |                                                                                           |                         |
| Britannia (Britannia) 43 - 212/213 | Britannia (Britannia) 43 - 212/213 | Britannia superiore (Britannia superior)                                                   | Britannia (Britanniae, "della Britannia")                                              | Britannia I (Britannia Prima)                                                          | Britannia I (Britannia Prima)                                                          | Britannia (Britanniae, "della Britannia")                                                 | (Inghilterra meridionale)                                                                 |                                                                                           |                         |
| Britannia (Britannia) 43 - 212/213 | Britannia (Britannia) 43 - 212/213 | Britannia superiore (Britannia superior)                                                   | Britannia (Britanniae, "della Britannia")                                              | Britannia II (Britannia Secunda)                                                       | Britannia II (Britannia Secunda)                                                       | Britannia (Britanniae, "della Britannia")                                                 | (Inghilterra meridionale)                                                                 |                                                                                           |                         |
| Britannia (Britannia) 43 - 212/213 | Britannia (Britannia) 43 - 212/213 | Britannia superiore (Britannia superior)                                                   | Britannia (Britanniae, "della Britannia")                                              | Massima Cesariense (Maxima Caesariensis)                                               | Massima Cesariense (Maxima Caesariensis)                                               | Britannia (Britanniae, "della Britannia")                                                 | (Inghilterra meridionale)                                                                 |                                                                                           |                         |
| Britannia (Britannia) 43 - 212/213 | Britannia (Britannia) 43 - 212/213 | Britannia inferiore (Britannia inferior)                                                   | Britannia (Britanniae, "della Britannia")                                              | Flavia Cesariense (Flaviae Caesariensis)                                               | Flavia Cesariense (Flaviae Caesariensis)                                               | Britannia (Britanniae, "della Britannia")                                                 | (Inghilterra centrale e settentrionale)                                                   |                                                                                           |                         |
| | |                                                                                            | Prefettura del pretorio per l'Oriente (per Orientem)                                   | Prefettura del pretorio per l'Oriente (per Orientem)                                   | Prefettura del pretorio per l'Oriente (per Orientem)                                   | Impero romano d'Oriente Prefettura del pretorio per l'Oriente (per Orientem)              | Impero romano d'Oriente Prefettura del pretorio per l'Oriente (per Orientem)              | Impero romano d'Oriente Prefettura del pretorio per l'Oriente (per Orientem)              |                         |
| Asia (Asia) dal 127 a.C. acquisita nel 133 a.C. | Asia (Asia) dal 127 a.C. acquisita nel 133 a.C. | Asia (Asia)                                                                                |                                                                                        | Asiana (Asiana)                                                                        | Asia (Asia)                                                                            | Asia (Asia)                                                                               | Asiana (Asiana)                                                                           |                                                                                           | (Costa turca egea)      |
| Asia (Asia) dal 127 a.C. acquisita nel 133 a.C. | Asia (Asia) dal 127 a.C. acquisita nel 133 a.C. | Asia (Asia)                                                                                | Ellesponto (Hellespontus)                                                              | Asiana (Asiana)                                                                        | Asia (Asia)                                                                            | (Lato asiatico dei Dardanelli)                                                            | Asiana (Asiana)                                                                           |                                                                                           |                         |
| Asia (Asia) dal 127 a.C. acquisita nel 133 a.C. | Asia (Asia) dal 127 a.C. acquisita nel 133 a.C. | Asia (Asia)                                                                                | Lidia (Lydia)                                                                          | Asiana (Asiana)                                                                        | Lidia (Lydia)                                                                          | (Turchia occidentale)                                                                     | Asiana (Asiana)                                                                           |                                                                                           |                         |
| Asia (Asia) dal 127 a.C. acquisita nel 133 a.C. | Asia (Asia) dal 127 a.C. acquisita nel 133 a.C. | Asia (Asia)                                                                                | Caria (Caria)                                                                          | Asiana (Asiana)                                                                        | Caria (Caria)                                                                          | (Turchia sud-occidentale)                                                                 | Asiana (Asiana)                                                                           |                                                                                           |                         |
| Asia (Asia) dal 127 a.C. acquisita nel 133 a.C. | Asia (Asia) dal 127 a.C. acquisita nel 133 a.C. | Asia (Asia)                                                                                | Frigia (Phrygia)                                                                       | Asiana (Asiana)                                                                        | Frigia Pacaziana (Phrygia Pacatiana)                                                   | (Turchia occidentale)                                                                     | Asiana (Asiana)                                                                           |                                                                                           |                         |
| Asia (Asia) dal 127 a.C. acquisita nel 133 a.C. | Asia (Asia) dal 127 a.C. acquisita nel 133 a.C. | Asia (Asia)                                                                                | Frigia (Phrygia)                                                                       | Asiana (Asiana)                                                                        | Frigia Salutare (Phrygia Salutaris)                                                    | (Turchia occidentale)                                                                     | Asiana (Asiana)                                                                           |                                                                                           |                         |
| Asia (Asia) dal 127 a.C. acquisita nel 133 a.C. | Asia (Asia) dal 127 a.C. acquisita nel 133 a.C. | Asia (Asia)                                                                                | Isole (Insulae)                                                                        | Asiana (Asiana)                                                                        | Isole (Insulae)                                                                        | (Isole egee)                                                                              | Asiana (Asiana)                                                                           |                                                                                           |                         |
| Licia (Lycia) 43/44 - sotto Claudio (nuovamente indipendente sotto Nerone e fino al 74) | Licia e Panfilia (Lycia et Pamphylia) | Licia e Panfilia (Lycia et Pamphylia)                                                      | Panfilia (Pamphylia)                                                                   | Asiana (Asiana)                                                                        | Licia (Lycia)                                                                          | (Costa turca mediterranea occidentale)                                                    | Asiana (Asiana)                                                                           |                                                                                           |                         |
| Galazia (Galatia) 25 a.C. - 74 | Licia e Panfilia (Lycia et Pamphylia) | Licia e Panfilia (Lycia et Pamphylia)                                                      | Panfilia (Pamphylia)                                                                   | Asiana (Asiana)                                                                        | Panfilia (Pamphylia)                                                                   | (Costa turca mediterranea occidentale)                                                    | Asiana (Asiana)                                                                           |                                                                                           |                         |
| Galazia (Galatia) 25 a.C. - 74 | Galazia (Galatia) annessa anche la Cappadocia (Cappadocia) 74 - età traianea | Galazia (Galatia)                                                                          | Pontica (Pontica)                                                                      | Pisidia (Pisidia)                                                                      | Pisidia (Pisidia)                                                                      | Pontica (Pontica)                                                                         | (Turchia meridionale)                                                                     |                                                                                           |                         |
| Galazia (Galatia) 25 a.C. - 74 | Galazia (Galatia) annessa anche la Cappadocia (Cappadocia) 74 - età traianea | Galazia (Galatia)                                                                          | Pontica (Pontica)                                                                      | Pisidia (Pisidia)                                                                      | Licaonia (Lycaonia)                                                                    | Pontica (Pontica)                                                                         | (Turchia meridionale)                                                                     |                                                                                           |                         |
| Galazia (Galatia) 25 a.C. - 74 | Galazia (Galatia) annessa anche la Cappadocia (Cappadocia) 74 - età traianea | Galazia (Galatia)                                                                          | Pontica (Pontica)                                                                      | Galazia (Galatia)                                                                      | Galazia (Galatia)                                                                      | Pontica (Pontica)                                                                         | (Turchia centrale)                                                                        |                                                                                           |                         |
| Galazia (Galatia) 25 a.C. - 74 | Galazia (Galatia) annessa anche la Cappadocia (Cappadocia) 74 - età traianea | Galazia (Galatia)                                                                          | Pontica (Pontica)                                                                      | Galazia (Galatia)                                                                      | Galazia Salutare (Galatia Salutaris)                                                   | Pontica (Pontica)                                                                         | (Turchia centrale)                                                                        |                                                                                           |                         |
| Cappadocia (Cappadocia) 17 - 74 | Galazia (Galatia) annessa anche la Cappadocia (Cappadocia) 74 - età traianea | Cappadocia (Cappadocia)                                                                    | Pontica (Pontica)                                                                      | Cappadocia (Cappadocia)                                                                | Cappadocia I (Cappadocia Prima)                                                        | Pontica (Pontica)                                                                         | (Turchia centrale)                                                                        |                                                                                           |                         |
| Cappadocia (Cappadocia) 17 - 74 | Galazia (Galatia) annessa anche la Cappadocia (Cappadocia) 74 - età traianea | Cappadocia (Cappadocia)                                                                    | Pontica (Pontica)                                                                      | Cappadocia (Cappadocia)                                                                | Cappadocia II (Cappadocia Secunda)                                                     | Pontica (Pontica)                                                                         | (Turchia centrale)                                                                        |                                                                                           |                         |
| Cappadocia (Cappadocia) 17 - 74 | Galazia (Galatia) annessa anche la Cappadocia (Cappadocia) 74 - età traianea | Cappadocia (Cappadocia)                                                                    | Pontica (Pontica)                                                                      | Ponto Polemionaco (Pontus Polemoniacus)                                                | Ponto Polemionaco (Pontus Polemoniacus)                                                | Pontica (Pontica)                                                                         | (Costa turca del Mar Nero presso Trapezunte)                                              |                                                                                           |                         |
| Cappadocia (Cappadocia) 17 - 74 | Galazia (Galatia) annessa anche la Cappadocia (Cappadocia) 74 - età traianea | Cappadocia (Cappadocia)                                                                    | Pontica (Pontica)                                                                      | Armenia Minore (Armenia minor)                                                         | Armenia I (Armenia Prima)                                                              | Pontica (Pontica)                                                                         | (Turchia orientale)                                                                       |                                                                                           |                         |
| Cappadocia (Cappadocia) 17 - 74 | Galazia (Galatia) annessa anche la Cappadocia (Cappadocia) 74 - età traianea | Cappadocia (Cappadocia)                                                                    | Pontica (Pontica)                                                                      | Armenia Minore (Armenia minor)                                                         | Armenia II (Armenia Secunda)                                                           | Pontica (Pontica)                                                                         | (Turchia orientale)                                                                       |                                                                                           |                         |
| Bitinia e Ponto (Bithynia et Pontus) dal 63 a.C. Bitinia (Bithynia) acquisita nel 74 a.C. e Ponto (Pontus) sottomesso nel 65/64 a.C. | Bitinia e Ponto (Bithynia et Pontus) dal 63 a.C. Bitinia (Bithynia) acquisita nel 74 a.C. e Ponto (Pontus) sottomesso nel 65/64 a.C. | Bitinia e Ponto (Bithynia et Pontus)                                                       | Pontica (Pontica)                                                                      | Bitinia (Bithynia)                                                                     | Bitinia (Bithynia)                                                                     | Pontica (Pontica)                                                                         | (Turchia presso Istanbul)                                                                 |                                                                                           |                         |
| Bitinia e Ponto (Bithynia et Pontus) dal 63 a.C. Bitinia (Bithynia) acquisita nel 74 a.C. e Ponto (Pontus) sottomesso nel 65/64 a.C. | Bitinia e Ponto (Bithynia et Pontus) dal 63 a.C. Bitinia (Bithynia) acquisita nel 74 a.C. e Ponto (Pontus) sottomesso nel 65/64 a.C. | Bitinia e Ponto (Bithynia et Pontus)                                                       | Pontica (Pontica)                                                                      | Paflagonia (Paphlagonia)                                                               | Paflagonia (Paphlagonia)                                                               | Pontica (Pontica)                                                                         | (Costa turca occidentale del Mar Nero                                                     |                                                                                           |                         |
| Bitinia e Ponto (Bithynia et Pontus) dal 63 a.C. Bitinia (Bithynia) acquisita nel 74 a.C. e Ponto (Pontus) sottomesso nel 65/64 a.C. | Bitinia e Ponto (Bithynia et Pontus) dal 63 a.C. Bitinia (Bithynia) acquisita nel 74 a.C. e Ponto (Pontus) sottomesso nel 65/64 a.C. | Bitinia e Ponto (Bithynia et Pontus)                                                       | Pontica (Pontica)                                                                      | Paflagonia (Paphlagonia)                                                               | Honorias                                                                               | Pontica (Pontica)                                                                         | (Costa turca occidentale del Mar Nero                                                     |                                                                                           |                         |
| Bitinia e Ponto (Bithynia et Pontus) dal 63 a.C. Bitinia (Bithynia) acquisita nel 74 a.C. e Ponto (Pontus) sottomesso nel 65/64 a.C. | Bitinia e Ponto (Bithynia et Pontus) dal 63 a.C. Bitinia (Bithynia) acquisita nel 74 a.C. e Ponto (Pontus) sottomesso nel 65/64 a.C. | Bitinia e Ponto (Bithynia et Pontus)                                                       | Pontica (Pontica)                                                                      | Diospontus                                                                             | Helenopontus                                                                           | Pontica (Pontica)                                                                         | (Costa turca del Mar Nero presso Sinope                                                   |                                                                                           |                         |
| Cilicia (Cilicia) (comprendente Cilicia Aspera e Cilicia Campestris) dal 102/67 a.C. | Cilicia e Cipro (Cilicia et Cyprus) 58 a.C.-22 a.C. | Cilicia (Cilicia)                                                                          | Oriente (Orientis)                                                                     | Cilicia (Cilicia)                                                                      | Cilicia I (Cilicia Prima)                                                              | Oriente (Orientis)                                                                        | (Turchia sud-occidentale)                                                                 |                                                                                           |                         |
| Cilicia (Cilicia) (comprendente Cilicia Aspera e Cilicia Campestris) dal 102/67 a.C. | Cilicia e Cipro (Cilicia et Cyprus) 58 a.C.-22 a.C. | Cilicia (Cilicia)                                                                          | Oriente (Orientis)                                                                     | Cilicia (Cilicia)                                                                      | Cilicia II (Cilicia Secunda)                                                           | Oriente (Orientis)                                                                        | (Turchia sud-occidentale)                                                                 |                                                                                           |                         |
| Cilicia (Cilicia) (comprendente Cilicia Aspera e Cilicia Campestris) dal 102/67 a.C. | Cilicia e Cipro (Cilicia et Cyprus) 58 a.C.-22 a.C. | Cilicia (Cilicia)                                                                          | Oriente (Orientis)                                                                     | Isauria (Isauria)                                                                      | Isauria (Isauria)                                                                      | Oriente (Orientis)                                                                        | (Turchia sud-occidentale)                                                                 |                                                                                           |                         |
| | Cilicia e Cipro (Cilicia et Cyprus) 58 a.C.-22 a.C. | Cipro (Cyprus)                                                                             | Oriente (Orientis)                                                                     | Cipro (Cyprus)                                                                         | Cipro (Cyprus)                                                                         | Oriente (Orientis)                                                                        | (Cipro)                                                                                   |                                                                                           |                         |
| Siria (Syria) 64 a.C. - 193 | Siria (Syria) 64 a.C. - 193 | Celesiria (Syria Coele)                                                                    | Oriente (Orientis)                                                                     | Celesiria (Syria Coele)                                                                | Siria (Syria)                                                                          | Oriente (Orientis)                                                                        | (Costa mediterranea della Siria)                                                          |                                                                                           |                         |
| Siria (Syria) 64 a.C. - 193 | Siria (Syria) 64 a.C. - 193 | Celesiria (Syria Coele)                                                                    | Oriente (Orientis)                                                                     | Celesiria (Syria Coele)                                                                | Siria Salutare (Syria Salutaris)                                                       | Oriente (Orientis)                                                                        | (Siria centrale)                                                                          |                                                                                           |                         |
| Siria (Syria) 64 a.C. - 193 | Siria (Syria) 64 a.C. - 193 | Celesiria (Syria Coele)                                                                    | Oriente (Orientis)                                                                     | Celesiria (Syria Coele)                                                                | Siria Eufratense (Syria Euphratensis)                                                  | Oriente (Orientis)                                                                        | (Siria, ad ovest del corso del fiume Eufrate)                                             |                                                                                           |                         |
| Siria (Syria) 64 a.C. - 193 | Siria (Syria) 64 a.C. - 193 | Siria Fenicia (Syria Phoenice)                                                             | Oriente (Orientis)                                                                     | Siria Fenicia (Syria Phoenice)                                                         | Fenicia (Phoenice)                                                                     | Oriente (Orientis)                                                                        | (Libano)                                                                                  |                                                                                           |                         |
| Siria (Syria) 64 a.C. - 193 | Siria (Syria) 64 a.C. - 193 | Siria Fenicia (Syria Phoenice)                                                             | Oriente (Orientis)                                                                     | Siria Fenicia (Syria Phoenice)                                                         | Fenicia Libanese I (Phoenice Libanensis)                                               | Oriente (Orientis)                                                                        | (Siria meridionale)                                                                       |                                                                                           |                         |
| | Giudea (Iudaea) 44 - 135 | Siria Palestina (Syria Palaestina)                                                         | Oriente (Orientis)                                                                     | Siria Palestina (Syria Palaestina)                                                     | Palestina I (Palaestina Prima)                                                         | Oriente (Orientis)                                                                        | (Palestina)                                                                               |                                                                                           |                         |
| Palestina II (Palaestina Secunda) | Giudea (Iudaea) 44 - 135 | Siria Palestina (Syria Palaestina)                                                         | Oriente (Orientis)                                                                     | Siria Palestina (Syria Palaestina)                                                     |                                                                                        | Oriente (Orientis)                                                                        | (Palestina)                                                                               |                                                                                           |                         |
| Palestina Salutare (Palaestina Salutaris) | Giudea (Iudaea) 44 - 135 | Siria Palestina (Syria Palaestina)                                                         | Oriente (Orientis)                                                                     | Siria Palestina (Syria Palaestina)                                                     | (Sinai)                                                                                | Oriente (Orientis)                                                                        |                                                                                           |                                                                                           |                         |
| Arabia Petrea (Arabia Petraea) dal 106 | Arabia Petrea (Arabia Petraea) dal 106 | Arabia Petrea (Arabia Petraea)                                                             | Oriente (Orientis)                                                                     | Arabia (Arabia)                                                                        | Arabia (Arabia)                                                                        | Oriente (Orientis)                                                                        | (Giordania)                                                                               |                                                                                           |                         |
| Mesopotamia (Mesopotamia) 115-119 (insieme ad Assiria e Parthia) | Mesopotamia (Mesopotamia) dal 195/198 | Mesopotamia (Mesopotamia)                                                                  | Oriente (Orientis)                                                                     | Mesopotomia (Mesopotamia)                                                              | Mesopotomia (Mesopotamia)                                                              | Oriente (Orientis)                                                                        | (Iraq settentrionale)                                                                     |                                                                                           |                         |
| Mesopotamia (Mesopotamia) 115-119 (insieme ad Assiria e Parthia) | Mesopotamia (Mesopotamia) dal 195/198 | Mesopotamia (Mesopotamia)                                                                  | Oriente (Orientis)                                                                     | Mesopotomia (Mesopotamia)                                                              | Osroene (Osrhoene)                                                                     | Oriente (Orientis)                                                                        | (Siria ad est del corso del fiume Eufrate)                                                |                                                                                           |                         |
| Egitto (Aegyptus) dal 31 a.C. | Egitto (Aegyptus) dal 31 a.C. | Egitto (Aegyptus)                                                                          | Oriente (Orientis)                                                                     | Tebaide (Thebais)                                                                      | Tebaide (Thebais)                                                                      | Egitto (Aegyptus)                                                                         | (Alto Egitto)                                                                             |                                                                                           |                         |
| Egitto (Aegyptus) dal 31 a.C. | Egitto (Aegyptus) dal 31 a.C. | Egitto (Aegyptus)                                                                          | Oriente (Orientis)                                                                     | Egitto Giovio (Aegyptus Iovia)                                                         | Egitto (Aegyptus)                                                                      | Egitto (Aegyptus)                                                                         | (Basso Egitto occidentale)                                                                |                                                                                           |                         |
| Egitto (Aegyptus) dal 31 a.C. | Egitto (Aegyptus) dal 31 a.C. | Egitto (Aegyptus)                                                                          | Oriente (Orientis)                                                                     | Egitto Erculeo (Aegyptus Herculea)                                                     | Augustamnica                                                                           | Egitto (Aegyptus)                                                                         | (Basso Egitto orientale)                                                                  |                                                                                           |                         |
| Egitto (Aegyptus) dal 31 a.C. | Egitto (Aegyptus) dal 31 a.C. | Egitto (Aegyptus)                                                                          | Oriente (Orientis)                                                                     | Egitto Erculeo (Aegyptus Herculea)                                                     | Arcadia                                                                                | Egitto (Aegyptus)                                                                         | (Medio Egitto)                                                                            |                                                                                           |                         |
| Cirenaica (Cyrenaica) 74 - 27 a.C. acquisita nel 96 a.C. | Cirenaica (Cyrenaica) 74 - 27 a.C. acquisita nel 96 a.C. | Creta e Cirene (Creta et Cyrene)                                                           | Oriente (Orientis)                                                                     | Libia superiore (Libya superior)                                                       | Libia superiore (Libya superior)                                                       | Egitto (Aegyptus)                                                                         | (Libia nordorientale)                                                                     |                                                                                           |                         |
| Cirenaica (Cyrenaica) 74 - 27 a.C. acquisita nel 96 a.C. | Cirenaica (Cyrenaica) 74 - 27 a.C. acquisita nel 96 a.C. | Creta e Cirene (Creta et Cyrene)                                                           | Oriente (Orientis)                                                                     | Libia inferiore (Libya inferior)                                                       | Libia inferiore (Libya inferior)                                                       | Egitto (Aegyptus)                                                                         | (Libia nordoccidentale)                                                                   |                                                                                           |                         |
| | | Creta e Cirene (Creta et Cyrene)                                                           | Prefettura del pretorio dell'Illirico (Illyricum)                                      | Prefettura del pretorio dell'Illirico (Illyricum)                                      | Prefettura del pretorio dell'Illirico (Illyricum)                                      | Impero romano d'Oriente Prefettura del pretorio dell'Illirico (Illyricum)                 | Impero romano d'Oriente Prefettura del pretorio dell'Illirico (Illyricum)                 | Impero romano d'Oriente Prefettura del pretorio dell'Illirico (Illyricum)                 |                         |
| Creta (Creta) 67 - 27 a.C. | Creta (Creta) 67 - 27 a.C. | Creta e Cirene (Creta et Cyrene)                                                           |                                                                                        | Mesia (Moesiae)                                                                        | Creta (Creta)                                                                          | Creta (Creta)                                                                             | Macedonia (Macedoniae)                                                                    |                                                                                           | (Creta)                 |
| Macedonia e Acaia (Macedonia et Achaea) 146 a.C. - 27 a.C. | Macedonia (Macedonia) 27 a.C. - 67 | Epiro (Epirus)                                                                             | Epiro vecchio (Epirus Vetus)                                                           | Mesia (Moesiae)                                                                        | Epiro vecchio (Epirus Vetus)                                                           | (Grecia nord-occidentale)                                                                 | Macedonia (Macedoniae)                                                                    |                                                                                           |                         |
| Macedonia e Acaia (Macedonia et Achaea) 146 a.C. - 27 a.C. | Macedonia (Macedonia) 27 a.C. - 67 | Macedonia (Macedonia)                                                                      | Epiro nuovo (Epirus Nova)                                                              | Mesia (Moesiae)                                                                        | Epiro nuovo (Epirus Nova)                                                              | (Albania)                                                                                 | Macedonia (Macedoniae)                                                                    |                                                                                           |                         |
| Macedonia e Acaia (Macedonia et Achaea) 146 a.C. - 27 a.C. | Macedonia (Macedonia) 27 a.C. - 67 | Macedonia (Macedonia)                                                                      | Macedonia (Macedonia)                                                                  | Mesia (Moesiae)                                                                        | Macedonia (Macedonia)                                                                  | (Grecia settentrionale)                                                                   | Macedonia (Macedoniae)                                                                    |                                                                                           |                         |
| Macedonia e Acaia (Macedonia et Achaea) 146 a.C. - 27 a.C. | Macedonia (Macedonia) 27 a.C. - 67 | Macedonia (Macedonia)                                                                      | Macedonia (Macedonia)                                                                  | Mesia (Moesiae)                                                                        | Macedonia Salutare (Macedonia Salutaris)                                               | (Grecia settentrionale)                                                                   | Macedonia (Macedoniae)                                                                    |                                                                                           |                         |
| Macedonia e Acaia (Macedonia et Achaea) 146 a.C. - 27 a.C. | Macedonia (Macedonia) 27 a.C. - 67 | Macedonia (Macedonia)                                                                      | Tessaglia (Thessalia)                                                                  | Mesia (Moesiae)                                                                        | Tessaglia (Thessalia)                                                                  | (Grecia centrale)                                                                         | Macedonia (Macedoniae)                                                                    |                                                                                           |                         |
| Macedonia e Acaia (Macedonia et Achaea) 146 a.C. - 27 a.C. | Acaia (Achaea) | Acaia (Achaea)                                                                             | Acaia (Achaea)                                                                         | Mesia (Moesiae)                                                                        | Acaia (Achaea)                                                                         | (Peloponneso Attica)                                                                      | Macedonia (Macedoniae)                                                                    |                                                                                           |                         |
| Mesia (Moesia) 6/44 d.C. - età di Domiziano | Mesia (Moesia) 6/44 d.C. - età di Domiziano | Mesia superiore (Moesia superior)                                                          | Mesia superiore (Moesia superior)                                                      | Mesia (Moesiae)                                                                        | Mesia I (Moesia Prima)                                                                 | Dacia (Daciae)                                                                            | (Serbia meridionale)                                                                      |                                                                                           |                         |
| Mesia (Moesia) 6/44 d.C. - età di Domiziano | Mesia (Moesia) 6/44 d.C. - età di Domiziano | Mesia superiore (Moesia superior)                                                          | Dacia (Dacia)                                                                          | Mesia (Moesiae)                                                                        | Dacia Ripense (Dacia Ripensis)                                                         | Dacia (Daciae)                                                                            | (Bulgaria nord-occidentale)                                                               |                                                                                           |                         |
| Mesia (Moesia) 6/44 d.C. - età di Domiziano | Mesia (Moesia) 6/44 d.C. - età di Domiziano | Mesia superiore (Moesia superior)                                                          | Dacia (Dacia)                                                                          | Mesia (Moesiae)                                                                        | Dacia Mediterranea (Dacia Mediterranea)                                                | Dacia (Daciae)                                                                            | (Bulgaria sud-occidentale)                                                                |                                                                                           |                         |
| Mesia (Moesia) 6/44 d.C. - età di Domiziano | Mesia (Moesia) 6/44 d.C. - età di Domiziano | Mesia superiore (Moesia superior)                                                          | Prevalitana (Praevalitana)                                                             | Mesia (Moesiae)                                                                        | Prevalitana (Praevalitana)                                                             | Dacia (Daciae)                                                                            | (Montenegro)                                                                              |                                                                                           |                         |
| Mesia (Moesia) 6/44 d.C. - età di Domiziano | Mesia (Moesia) 6/44 d.C. - età di Domiziano | Mesia superiore (Moesia superior)                                                          | Dardania (Dardania)                                                                    | Mesia (Moesiae)                                                                        | Dardania (Dardania)                                                                    | Dacia (Daciae)                                                                            | (Kosovo e Macedonia)                                                                      |                                                                                           |                         |
| Mesia (Moesia) 6/44 d.C. - età di Domiziano | Mesia (Moesia) 6/44 d.C. - età di Domiziano | Mesia inferiore (Moesia inferior)                                                          | Tracia (Thracia o Thraciarum, "delle Tracie")                                          | Mesia inferiore (Moesia inferior)                                                      | Mesia II (Moesia Secunda)                                                              | Tracia (Thracia o Thraciarum, "delle Tracie")                                             |                                                                                           | (Bulgaria settentrionale)                                                                 |                         |
| Mesia (Moesia) 6/44 d.C. - età di Domiziano | Mesia (Moesia) 6/44 d.C. - età di Domiziano | Mesia inferiore (Moesia inferior)                                                          | Tracia (Thracia o Thraciarum, "delle Tracie")                                          | Scizia (Scythia)                                                                       | Scizia (Scythia)                                                                       | Tracia (Thracia o Thraciarum, "delle Tracie")                                             | (Costa rumena del Mar Nero)                                                               |                                                                                           |                         |
| Tracia (Thracia) dal 44/46 d.C. | Tracia (Thracia) dal 44/46 d.C. | Tracia (Thracia)                                                                           | Tracia (Thracia o Thraciarum, "delle Tracie")                                          | Europa (Europa)                                                                        | Europa (Europa)                                                                        | Tracia (Thracia o Thraciarum, "delle Tracie")                                             | (Parte europea della Turchia)                                                             |                                                                                           |                         |
| Tracia (Thracia) dal 44/46 d.C. | Tracia (Thracia) dal 44/46 d.C. | Tracia (Thracia)                                                                           | Tracia (Thracia o Thraciarum, "delle Tracie")                                          | Tracia (Thracia)                                                                       | Tracia (Thracia)                                                                       | Tracia (Thracia o Thraciarum, "delle Tracie")                                             | (Bulgaria meridionale)                                                                    |                                                                                           |                         |
| Tracia (Thracia) dal 44/46 d.C. | Tracia (Thracia) dal 44/46 d.C. | Tracia (Thracia)                                                                           | Tracia (Thracia o Thraciarum, "delle Tracie")                                          | Haemimontus                                                                            | Haemimontus                                                                            | Tracia (Thracia o Thraciarum, "delle Tracie")                                             | (Bulgaria sud-orientale)                                                                  |                                                                                           |                         |
| Tracia (Thracia) dal 44/46 d.C. | Tracia (Thracia) dal 44/46 d.C. | Tracia (Thracia)                                                                           | Tracia (Thracia o Thraciarum, "delle Tracie")                                          | Rhodope                                                                                | Rhodope                                                                                | Tracia (Thracia o Thraciarum, "delle Tracie")                                             | (Grecia settentrionale)                                                                   |                                                                                           |                         |
| Dacia (Dacia) 106/107 - 119 | Dacia superiore (Dacia superior) 119 - 167 | Tre Dacie (Tres Daciae): Dacia Porolissensis, Dacia Apulensis e Dacia Malvensis. 167 - 271 |                                                                                        | (La provincia fu abbandonata nel 271)                                                  | (La provincia fu abbandonata nel 271)                                                  | (La provincia fu abbandonata nel 271)                                                     | (La provincia fu abbandonata nel 271)                                                     |                                                                                           | (Romania)               |
| Dacia (Dacia) 106/107 - 119 | Dacia inferiore (Dacia inferior) 119 - 167 | Tre Dacie (Tres Daciae): Dacia Porolissensis, Dacia Apulensis e Dacia Malvensis. 167 - 271 |                                                                                        | (La provincia fu abbandonata nel 271)                                                  | (La provincia fu abbandonata nel 271)                                                  | (La provincia fu abbandonata nel 271)                                                     | (La provincia fu abbandonata nel 271)                                                     |                                                                                           | (Romania)               |